# Dante Crippa
Dante Crippa (Ronco Briantino, Reino de Italia, 10 de junio de 1937-Brescia, Italia, 27 de febrero de 2021) fue un futbolista italiano. Se desempeñaba en la posición de centrocampista.

## Clubes
| Club             | País   | Año         |
| ---------------- | ------ | ----------- |
| A. C. Fanfulla   | Italia | 1955 - 1956 |
| Brescia Calcio   | Italia | 1956 - 1960 |
| Calcio Padova    | Italia | 1960 - 1962 |
| Juventus F. C.   | Italia | 1962 - 1963 |
| S. P. A. L. 1907 | Italia | 1963 - 1966 |
| A. C. Reggiana   | Italia | 1966 - 1970 |